# Pomacea diffusa

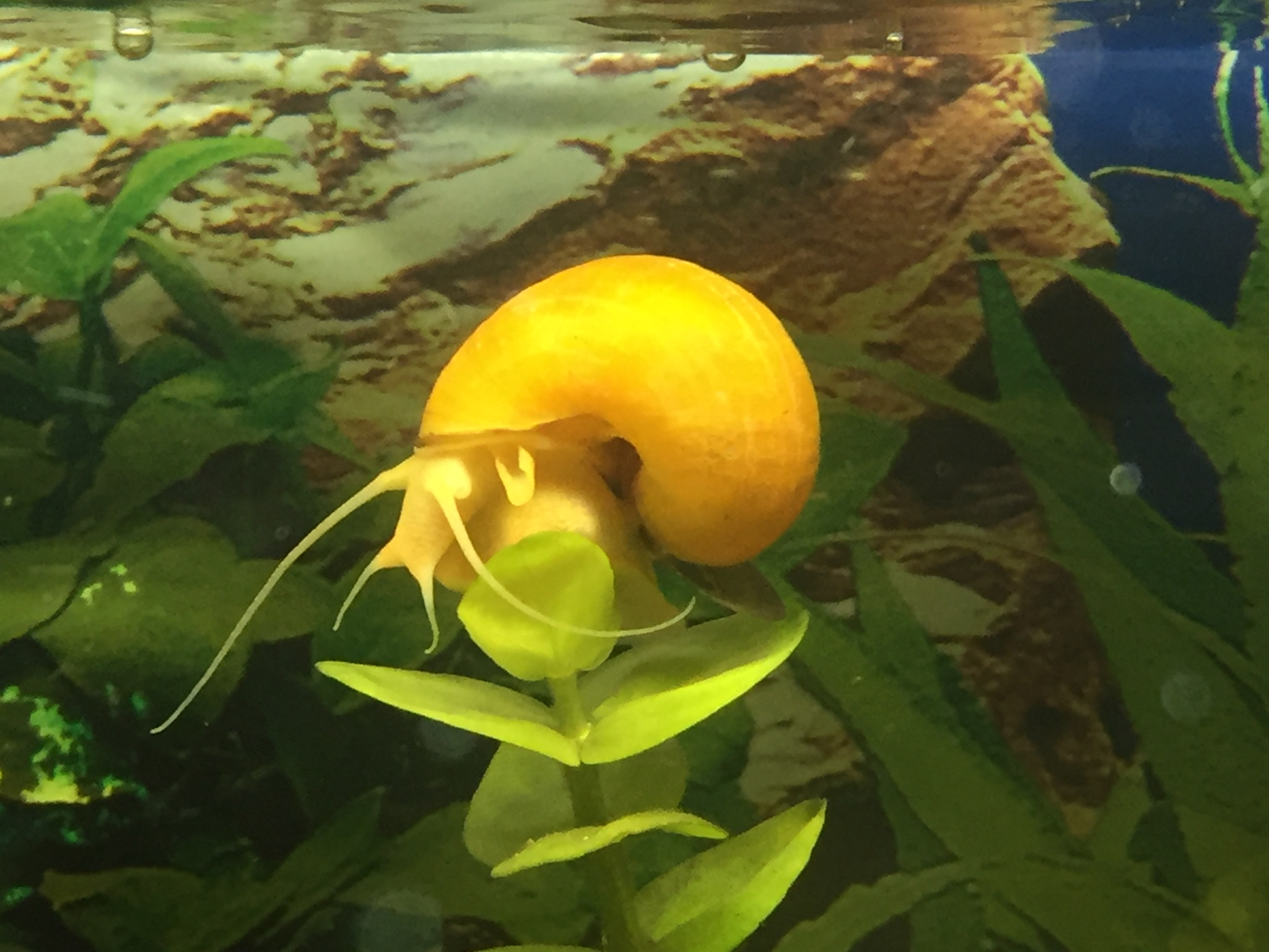
Caracol manzana

Pomacea diffusa es una especie de molusco gasterópodo dulceacuícola que integra el género Pomacea de la familia Ampullariidae. Es denominado comúnmente caracol manzana o ampularia. Habita en ambientes acuáticos en regiones cálidas del centro-norte de América del Sur. Presentan una gran variedad de colores en sus conchas.

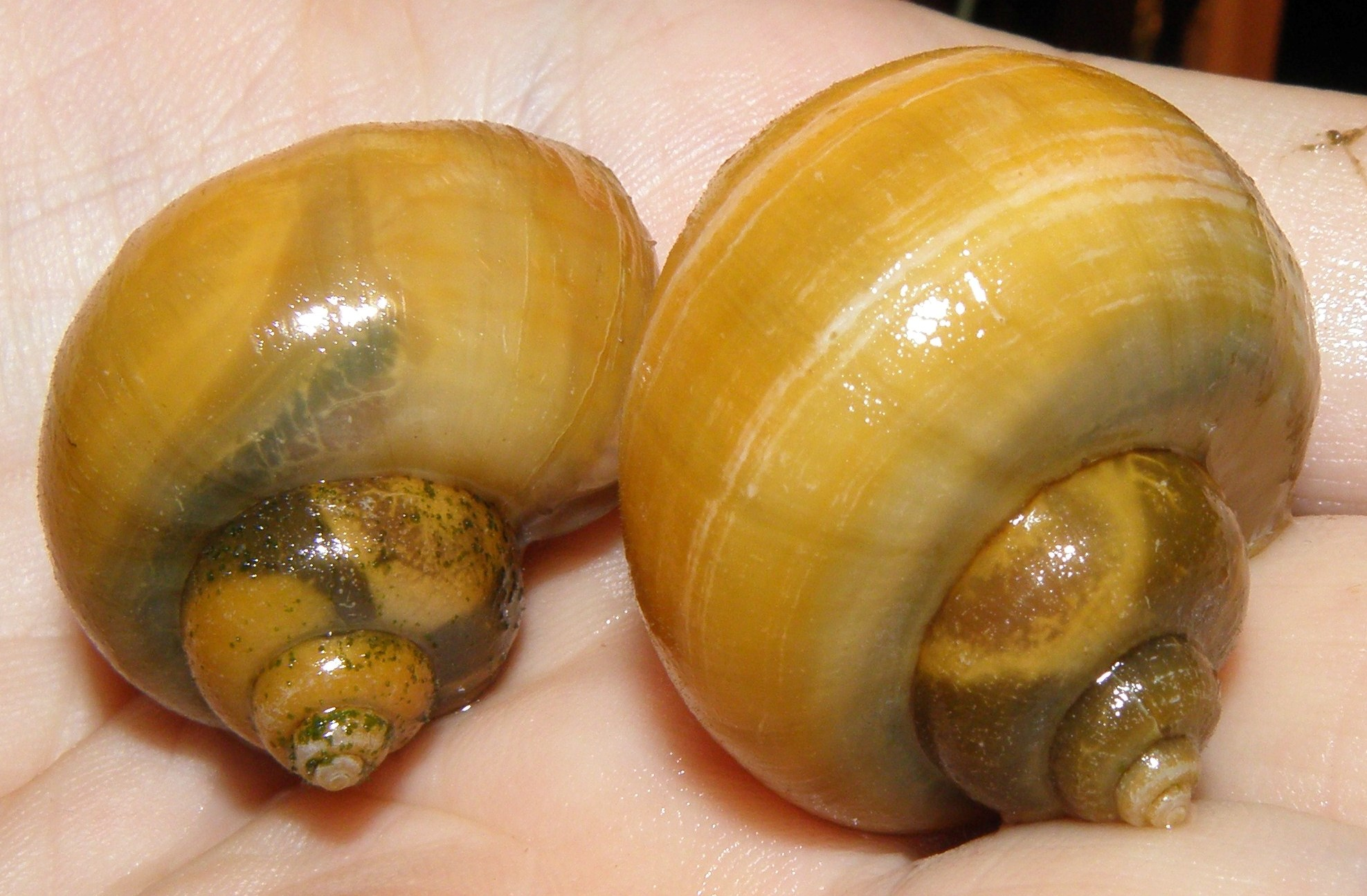
Caracol manzana amazónico (Pomacea diffusa).

## Distribución y hábitat
La distribución original de esta especie comprende ambientes acuáticos con aguas estancadas o lénticas, en regiones cálidas del centro-norte de América del Sur, en la cuenca del Amazonas de Brasil, Bolivia y Perú. Las heladas constituyen un limitante para su existencia, por lo que es característico de humedales de clima tropical o semitropical. 
Distribución antrópica

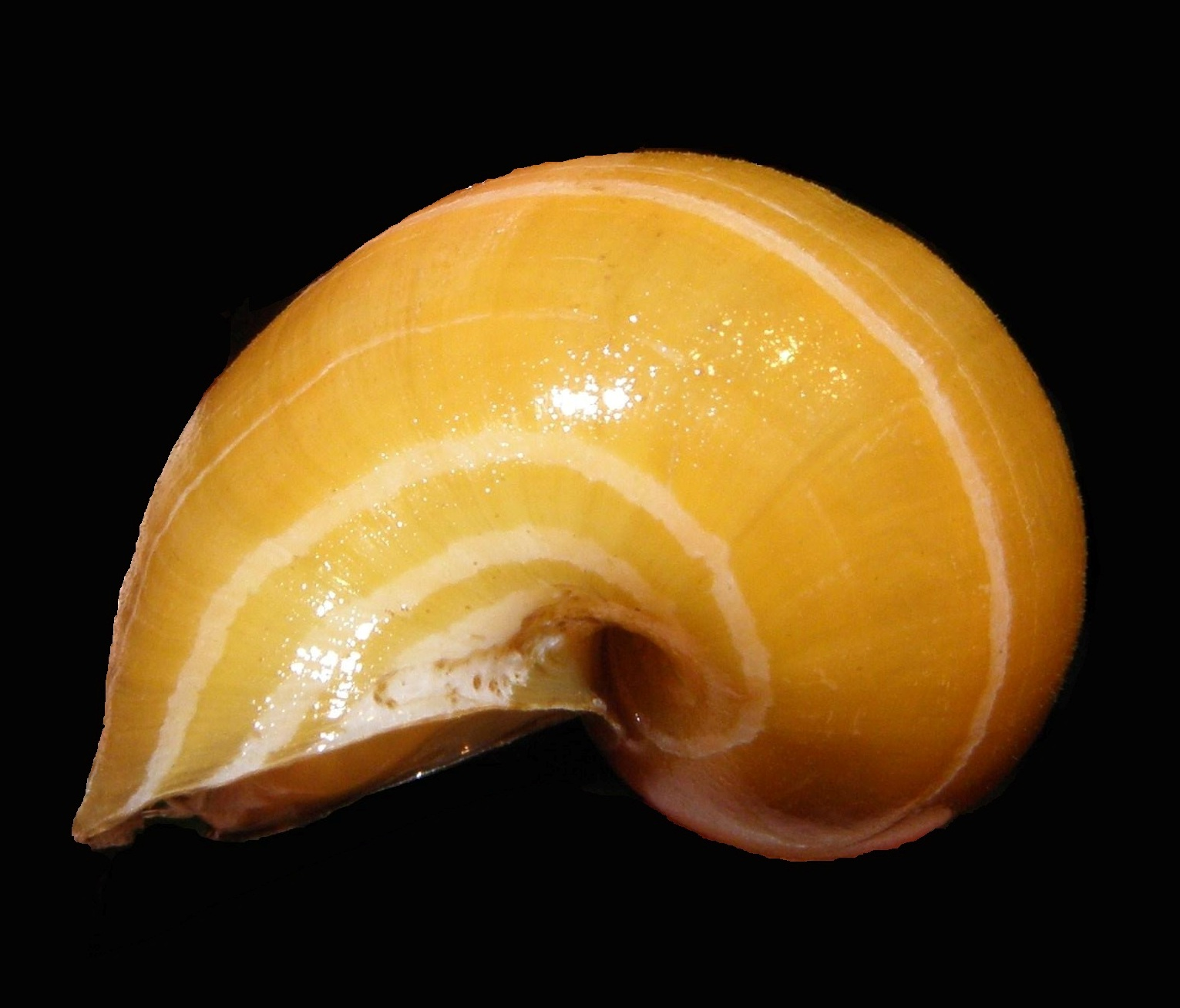
Caracol manzana amazónico (Pomacea diffusa).

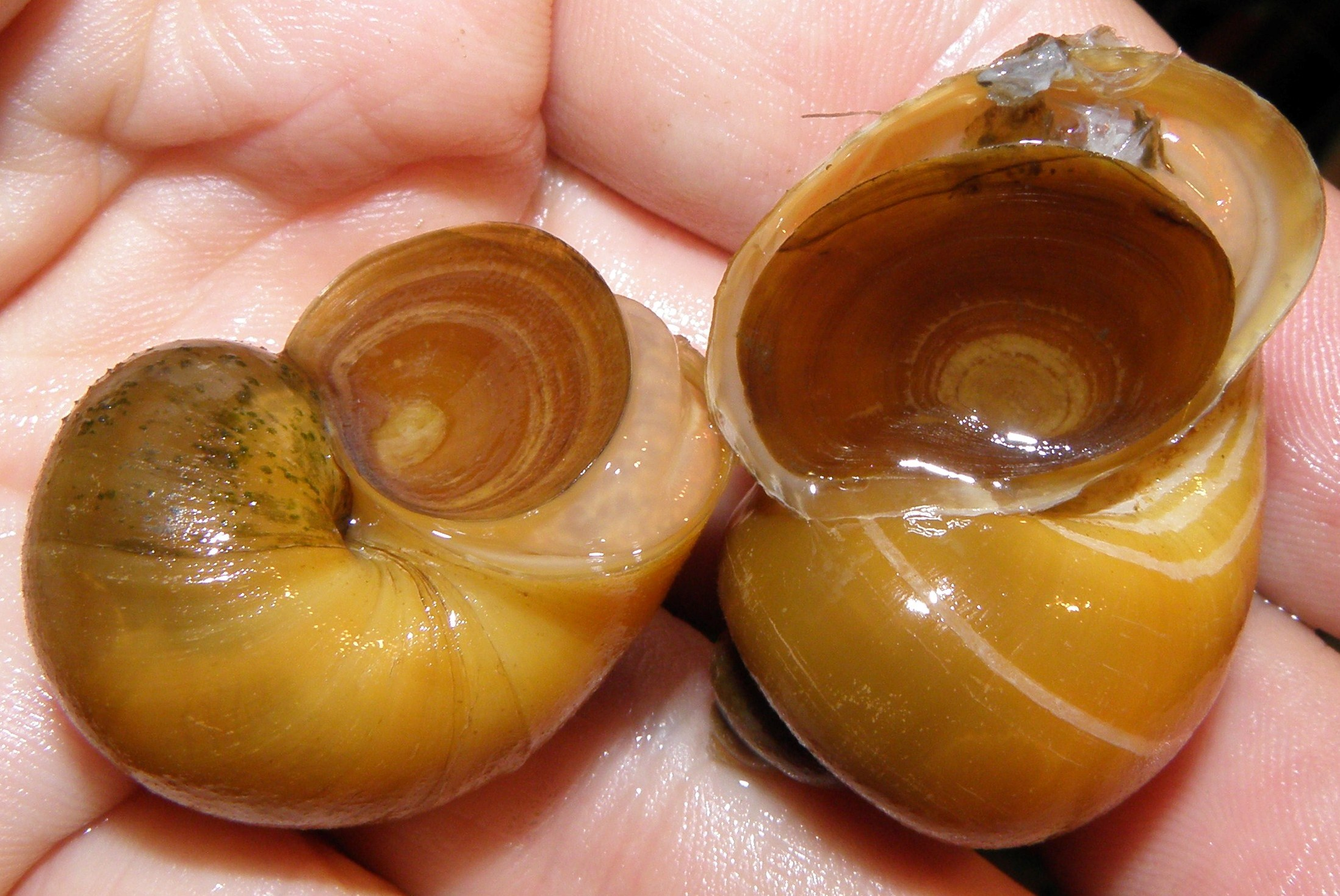
Detalle del opérculo de dos ejemplares de caracol manzana amazónico (Pomacea diffusa).

Pomacea diffusa fue introducida en el archipiélago hawaiano en la década de 1960. A principios de la década de 1980 logró invadir humedales de la Florida, EE. UU., y en la misma década hizo lo propio con ambientes acuáticos de la India y el Sudeste Asiático. 
Según estudios genéticos comparativos, la población estadounidense de esta especie que habita en la Florida, al igual que la introducida en Cuba, se origina de la introducción de ejemplares provenientes del Brasil, específicamente de Belém.
Al ser comercializado en tiendas de acuarismo, se producen liberaciones en ambientes acuáticos muy lejanos a su distribución original, y allí donde las condiciones ambientales lo permiten, la especie se establece en el nuevo hábitat y desarrolla poblaciones invasivas las que se convierten en plagas al dañar cultivos o especies locales.

## Taxonomía y características
Pomacea diffusa fue descrita originalmente en el año 1957 por el malacólogo Werner Blume.
La localidad del ejemplar tipo de Pomacea diffusa se encuentra en la ciudad de Santa Cruz de la Sierra, departamento de Santa Cruz, Bolivia. Se la incluye en el subgénero Pomacea.
Esta especie era tratada como una subespecie Pomacea bridgesii (Reeve, 1856), pero estudios genéticos demostraron que son dos especies plenas.
Características

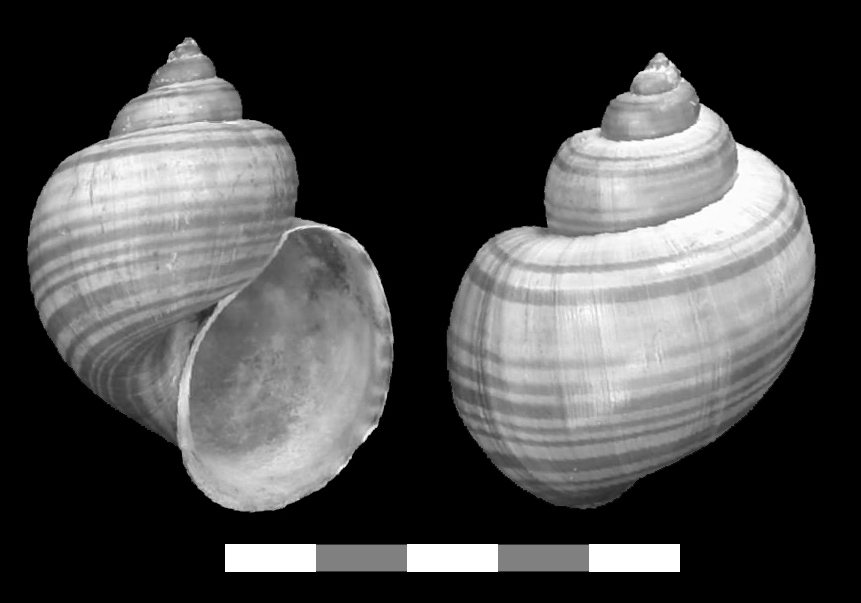
Detalle de la concha del caracol manzana amazónico (Pomacea diffusa).

Pomacea diffusa es un caracol mediano, con una aguja pronunciada y una concha de coloración oscura. La concha tiene de 5 a 6 verticilos. La característica más fácil para diferenciar a esta especie son los "hombros" cuadrados (tiene plana la parte superior de los espirales) generados por ángulos de casi 90° en las suturas. La boca de entrada es grande y ovalada, el ombligo es grande y profundo.
El tamaño de la concha se encuentra entre los 40 a 50 mm de ancho y los 45 a 65 mm de altura. La torre espiralada es alta y fuerte. La coloración de la concha en los ejemplares silvestres es verde a marrón oscuros, con o sin bandas espirales más oscuras. La coloración del cuerpo es casi negra con manchas amarillas en la boca.
El opérculo se pueda recoger en la apertura, y es moderadamente córneo y grueso, de coloración marrón en tonos que varían del oscuro al claro.
Posee dos tipos de respiración: el sistema de respiración branquial, situado en el costado derecho de su cuerpo, comparable a las agallas de los peces, el que le es útil para respirar mientras está sumergidos; además, en el costado izquierdo, cuenta con un pulmón para la respiración aérea. Esta combinación de branquia y pulmón expande los nichos ecológicos que puede explotar, al permitirle habitar en aguas pobres en oxígeno como lagunas de poca profundidad o charcas.
Para reducir la vulnerabilidad al ataque de aves especializadas en su predación, cuenta con una adaptación, el sifón tubular, empleado para la respiración aérea durante la inmersión, permitiendo al animal recargar su pulmón con oxígeno manteniendo su concha a una profundidad adecuada, lo que facilita que pase desapercibida.

## Biología y ecología

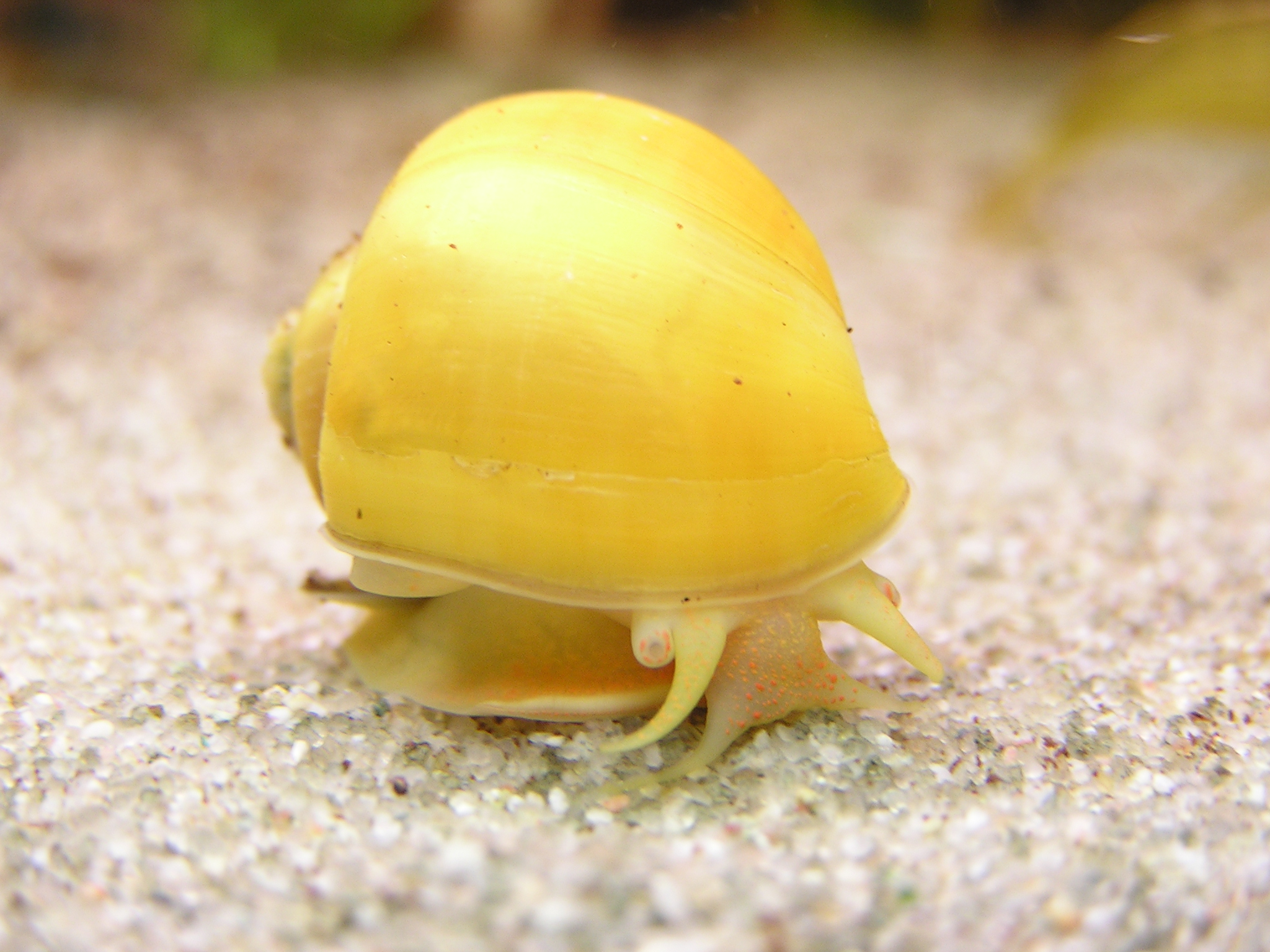
Pomacea diffusa de la variedad amarilla.

Para sobrevivir al periodo de condiciones adversas que se produce en la estación seca estival, esta especie ha desarrollado la capacidad de estivar. Mediante este mecanismo el ejemplar se retrae dentro de sus concha, sellando su interior fuertemente con el opérculo, acompañado por una disminución al mínimo de todas sus funciones corporales. En esta condición pueden permanecer de 4 a 5 meses hasta que vuelva la temporada lluviosa.
Comportamiento
Es un caracol moderadamente anfibio. Durante el día permanece relativamente inactivo, generalmente en el fondo. Durante la noche presenta la mayor actividad.

### Reproducción

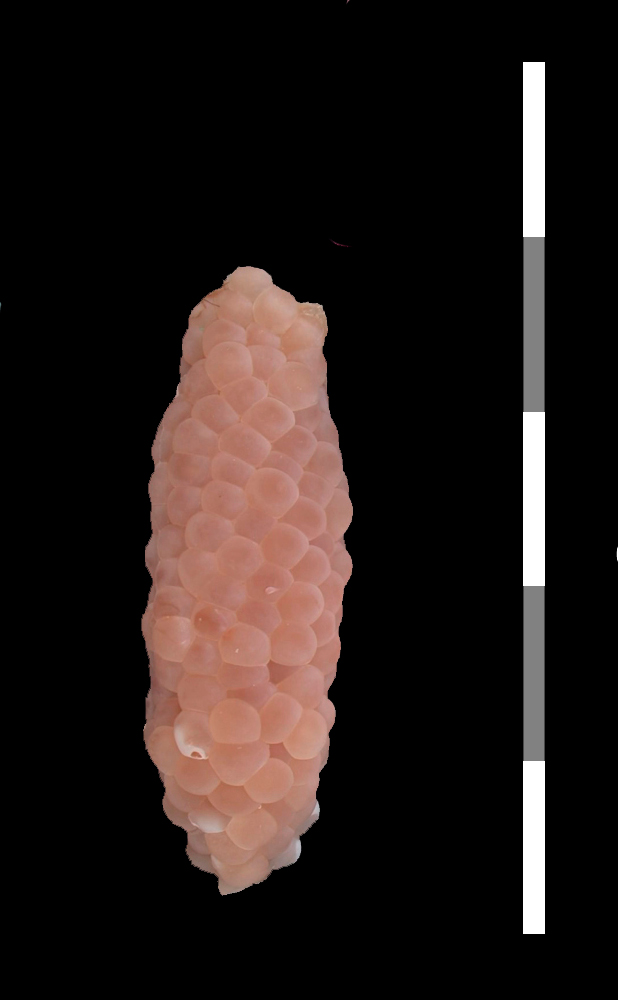
Puesta de huevos del caracol manzana amazónico (Pomacea diffusa).

Posee sexos separados; la cópula se lleva a cabo en el agua, durante la temporada de lluvia. La ovoposición se produce poco después del apareamiento; la hembra sale del agua y adhiere a la vegetación acuática o troncos expuestos al sol masas gelatinosas de huevos de coloración en tonos rosados y en número variable, los que cuentan con una protección calcárea. Esta característica evita la depredación de los mismos por peces y otros animales acuáticos. El diámetro del huevo se encuentra entre los 2,2 a los 3,5 mm. Las posturas totalizan entre 200 a 600 huevos. Los nuevos caracolitos apenas nacen caen al agua.

### Dieta
A diferencia de Pomacea canaliculata en el cual el núcleo de su dieta está basado en plantas acuáticas, no desdeñando peces o crustáceos, Pomacea diffusa su alimento es principalmente alguívoro - detritivoro. 

### Predadores

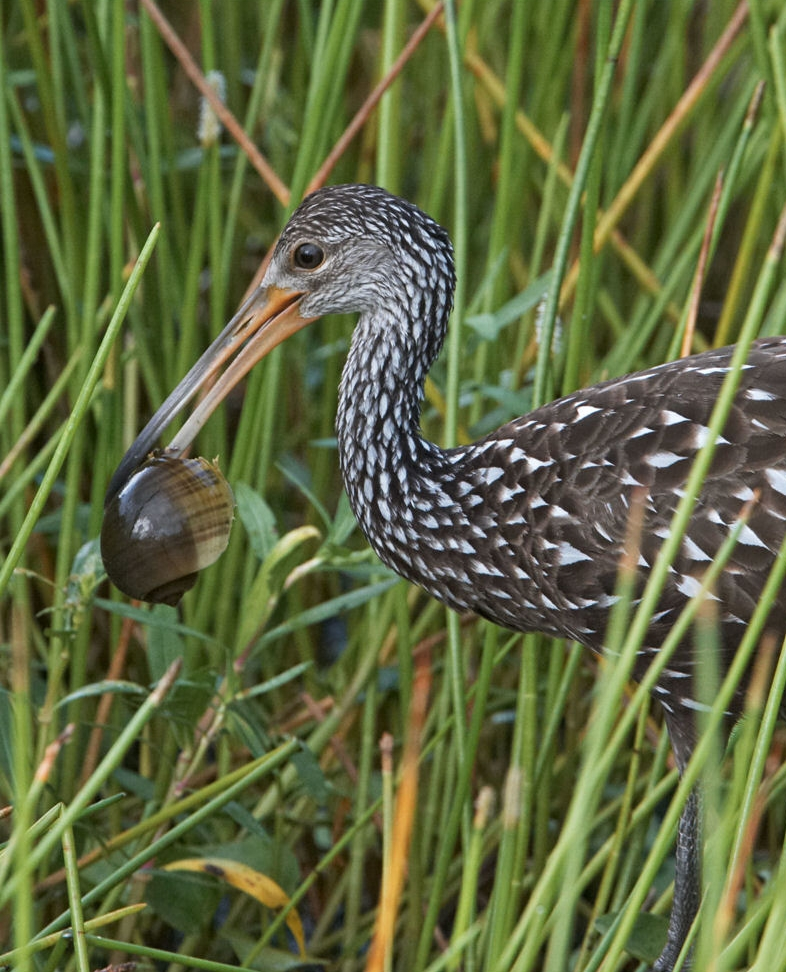
El carrao (Aramus guarauna) es uno de los controladores naturales de esta especie de caracol.

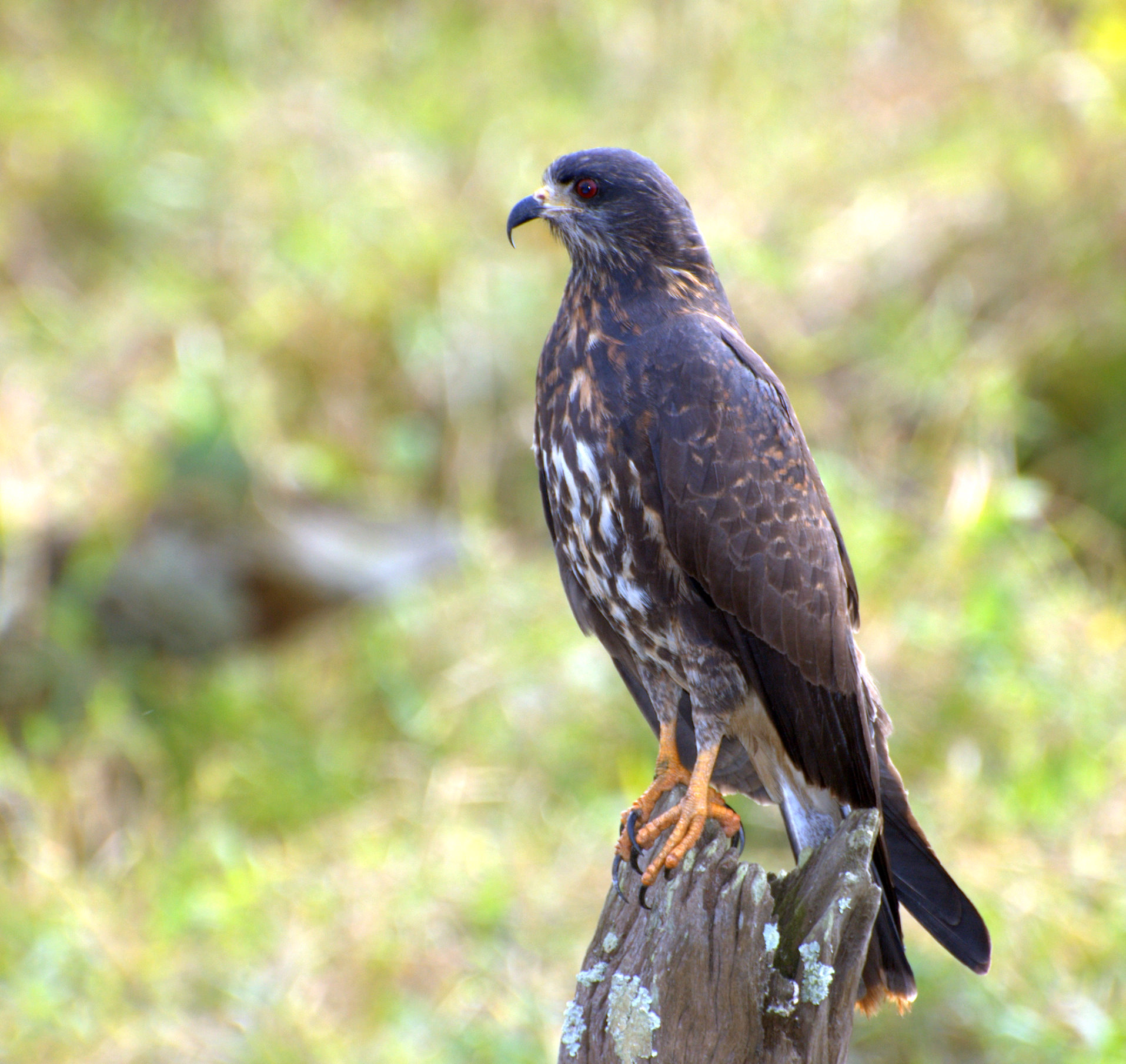
El gavilán caracolero (Rostrhamus sociabilis) es uno de los controladores naturales de esta especie de caracol.

Al ser una especie abundante, es un importante eslabón en las cadenas alimenticias de los humedales donde habitan, existiendo dos especies de aves que prácticamente solo se alimentan de caracoles de este género. Una de ellas es el gavilán carcolero (Rostrhamus sociabilis), el cual ha desarrollado un pico con un específico gancho apical el cual permite que pueda ser introducido entre el opérculo y la concha, de este modo el animal logra desprender entero el cuerpo del caracol, desechando las conchas intactas, las cuales se van acumulando al pie de sus apostaderos más habituales. La otra especie es el carao (Aramus guarauna), el cual posee una estrategia distinta: su pico no cuenta con el gancho apropiado, pero tiene una estructura fuerte y su extremo cuenta con una forma particularmente adaptada para perforar un sector de la concha, produciendo un orificio por el cual logra introducir en él el pico y extraer entero el cuerpo del caracol, desechando las conchas, las que se diferencian de las descartadas por el gavilán al presentar todas el característico agujero. 
En menor medida también es capturado por otras especies de aves, además de peces, tortugas acuáticas, mamíferos acuáticos y cocodrílidos.

## Importancia económica y cultural

### Acuarismo
Pomacea diffusa (con el nombre de Pomacea bridgesii) es la especie más popular del género en ser empleada en acuarios tropicales, ya que es una excelente limpiadora de detritos y algas. En el acuario prefiere alimentarse de las plantas muertas o podridas y de alimentos artificiales en escamas para peces a atacar las plantas vivas, recurso que utiliza solo a falta de los anteriores, por lo que este caracol es una buena opción para acuarios plantados. La temperatura recomentada va desde los 20 a los 28 °C, con pH preferentemente alto para un adecuado desarrollo de la concha, siendo recomendados valores entre 6,5 a 8,5. 
Variedades
En relación con el color de su concha, partiendo de la tonalidad original (verde a marrón oscuros) debido a mutaciones se han ido desarrollando en cautiverio diferentes variedades, con o sin bandas espirales oscuras: * Violeta con amarillo. 
- Marrón rayado (var. castaña).
- Rojizo y amarillo. Esta variante carece del color amarillo de base en la concha, por lo que las bandas de color púrpura - rojizo no cuentan con el pigmento amarillo, que normalmente hace que el color se vea marrón.
- Negro y amarillo. Esta variante carece del color marrón de base en la concha, por lo que el color base amarillo brilla.
- Blanco (var. marfil).
- Dorado (var. amarilla).
- Azul. Si bien la coloración de la concha es en realidad blanca, su cuerpo negro brilla con tonos azules.

La variedad amarilla, generada originalmente en Florida (EE. UU.), es la más conocida en el comercio de acuarios. La coloración del cuerpo, al igual que lo que ocurre con la de la cáscara, existen muchas variaciones, siendo desde amarilla clara hasta casi negra.

### Como fuente alimenticia humana

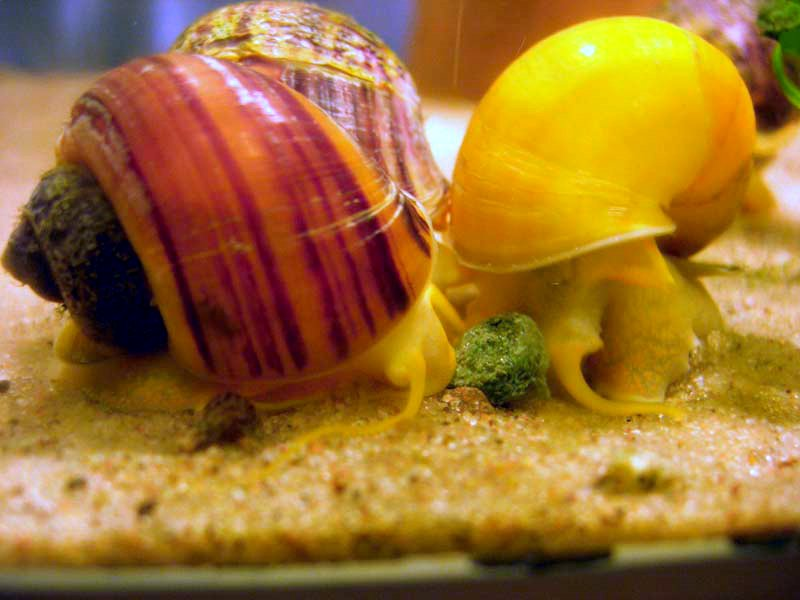
Variedades de Pomacea diffusa.

Análisis realizados a su carne arrojaron la siguiente composición: 
- 46,78 % de proteína,
- 3,59 % de grasa,
- 15,04 % de cenizas,
- 2,67 % de fibra,
- 31,92 % de extracto libre de Nitrógeno.

Los resultados obtenidos fueron concluyentes en definir a su carne como un adecuado recurso comestible, siendo una fuente de alto contenido en nutrientes importantes en la dieta humana.